# Alvis 12/50
O Alvis 12/50 foi um veículo britânico introduzido em 1923 pela empresa Alvis, teve uma série de várias versões sendo os últimos produzidos no ano de 1932.
|  |  |
|  |  |